# 347
| 347                |
| ------------------ |
| Dødsfald - Fødsler |
|                    |

| Gregoriansk kalender | 347 CCCXLVII            |
| Ab urbe condita      | 1100                    |
| Armensk kalender     | I/T                     |
| Kinesiske kalender   | 3043 – 3044 丙午 – 丁未 |
| Etiopisk kalender    | 339 – 340               |
| Jødisk kalender      | 4107 – 4108             |
| Hindukalendere       |                         |
| - Vikram Samvat      | 402 – 403               |
| - Shaka Samvat       | 269 – 270               |
| - Kali Yuga          | 3448 – 3449             |
| Iransk kalender      | 275 BP – 274 BP         |
| Islamisk kalender    | 284 BH – 283 BH         |

Se også 347 (tal)

## Født
- Den senere kirkefader, Hieronymus bliver født i Istrien (i det nuværende Kroatien).